# 長鬚鱊
長鬚鱊（学名：Acheilognathus longibarbatus）為輻鰭魚綱鯉形目鱊科鱊屬的一種，分布於亞洲寮國及越南北部淡水流域，體長可達9.2公分，棲息在溪流、溝渠、水塘底中層水域，繁殖期時雌魚會將卵產在貽貝中，幼魚孵化而且停留在貝殼內中，直到它們能游泳。

## 扩展阅读
維基物種上的相關：長鬚鱊